# Tøyen
Tøyen er et strøg i Oslo, som ligger delvis i Gamle Oslo og delvis på Grünerløkka, mellem Sofienberg, Ola Narr, Kampen, Grønland og Enerhaugen. Området er for det meste domineret af ældre bygårde og blokke. Tøyenbekken, mellem den Botanisk hage og Grønland, har gammel forstadsbebyggelse i træ. Tøyen er det tættest befolkede område i Oslo.

## Navnet
Navnet Tøyen kommer af norrønt Tadvin, sammensat af tad (= gødning, møg) og vin (= eng, mark).  Gårdnavne med endelsen -vin stammer ofte fra de første århundreder e.Kr. 

## Historie
Tøyen hovedgård er en af Oslo-områdets mange vin-gårde, og kan ud fra sit navn dateres til de første århundreder e.Kr. I middelalderen tilhørte gården Nonneseter kloster. Den regnes som den ældste bevarede tømmerbygning i Oslo og Akershus, med hovedfløjens tømmer dateret til 1679.  I 1600-tallet var gården ejet af Norges kansler Jens Bjelke. Tøyen gård havde tilhørt flere private familier, før den i 1812 blev købt af kong Frederik 6. for 170.000 rigsdaler. Han skænkede gården til det nyoprettede Kgl. Frederiks Universitet, der fik grunden udstykket i de såkaldte "professorløkker" (løkke = grundstykke). "Løkkerne" blev regnet som et tillæg til den ordinære professorløn, som den gang var beskeden. På "løkkerne" kunne professorerne bygge huse, holde køer og dyrke mad. I alt tyve grunde blev udparcelleret til dette formål. Den største og mest kendte var "Keyserløkka", det 114 mål store område, som blev tildelt historieprofessor Jakob Rudolf Keyser i 1850. En del af ejendommen blev senere udlagt til Botanisk hage og naturhistoriske muséer. Lægprædikant Hans Nielsen Hauge boede på Tøyen under fængselstiden tidlig i 1800-tallet og afholdt møder her. Hans navn er indridset i en vinduesrude i østfløjen.  I begyndelsen af 1820'erne vurderede man at bygge det kongelige slot på Tøyen, men det blev i stedet rejst i den modsatte ende af byen.
Munchmuseet ligger øst for Tøyenparken (botanisk have). I parkområdet mellem Tøyen, Ola Narr og Lille Tøyen ligger Tøyenbadet.
I 2012 er bydelen kendt for omfattende sociale problemer. På Tøyen lever et af tre børn under fattigdomsgrænsen. Skolekredsen tæller mindre end 300 elever, men mere end 1.000 kommunale boliger. 60 pct af indbyggerne bor i et- eller toværelsers lejligheder. Da hovedstadens arbejderklasse bosatte sig her i slutningen af 1800-tallet, gjorde fattigdom, kummerlige boforhold og alkohol livet svært for folk. Sådan er det til dels stadigvæk. Mens lejligheder i bydelens yderkant er pænt oppudset i de senere år, er de kommunale boliger omkring centret første stop for nyankomne flygtninge. Her placeres børnerige, psykisk traumatiserede familier sammen med kriminelle, der er kommet ud af fængsel, og stofmisbrugere og psykisk syge, der skal klare sig selv efter lange institutionsophold. 